# Burnout (Anarbor)
Burnout è il secondo album degli Anarbor, pubblicato il 4 giugno 2012 dalla Hopeless Records.
Il primo singolo dell'album, Damage I've Done, è stato pubblicato il 2 ottobre 2012, con largo anticipo sulla data di uscita dell'album. Nel frattempo le registrazioni erano ancora in corso, e il 7 febbraio 2012 viene messa in vendita online una versione demo (rough cut) di Whiskey in Hell. Il 6 maggio la Hopeless annuncia l'uscita dell'album e rende disponibile il preordine. Da lì alla data d'uscita vengono progressivamente caricati su YouTube i lyric video di altre tre canzoni: Every High Has a Come Down (6 maggio), Who Can Save Me Now (14 maggio) e 18 (22 maggio).

## Tracce
1. Every High Has a Come Down – 3:17
2. Damage I've Done – 3:52
3. 18 – 2:37
4. Whiskey in Hell – 2:54
5. Who Can Save Me Now – 3:14
6. I Hate You So Much – 3:09
7. Take My Pain Away – 3:33
8. It's a Fact – 3:17
9. I Don't Love You Anymore – 3:14
10. Freaks – 2:51
11. Rock to My Roll – 2:47

Bonus track per iTunes
1. Before the World Ends – 3:31
2. What He Don't Know – 3:20
3. Every High Has a Come Down (acoustic) – 3:13
4. 18 (acoustic) – 2:42
5. Take My Pain Away (acoustic) – 3:33
6. Whiskey in Hell (acoustic) – 3:04